# Grand Prix Wielkiej Brytanii 1984

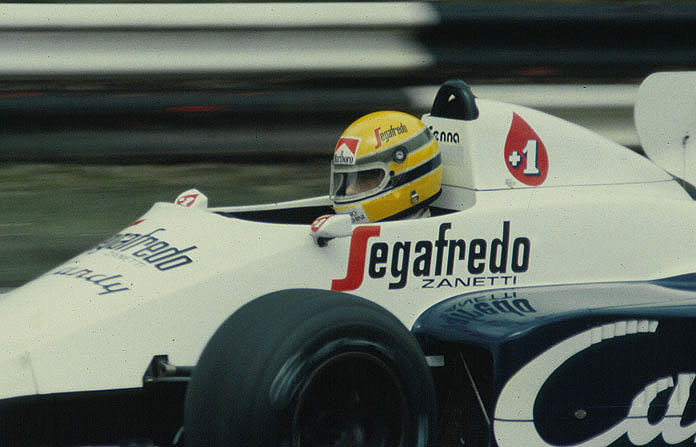
Ayrton Senna podczas Grand Prix Wielkiej Brytanii 1984

Grand Prix Wielkiej Brytanii 1984 (oryg. John Player British Grand Prix) – 10. runda Mistrzostw Świata Formuły 1 w sezonie 1984, która odbyła się 22 lipca 1984, po raz 11. na torze Brands Hatch.
37. Grand Prix Wielkiej Brytanii, 35. zaliczane do Mistrzostw Świata Formuły 1.

## Klasyfikacja
| Legenda oznaczeń w tabelach wyników Wyświetl szablon na nowej stronie | Legenda oznaczeń w tabelach wyników Wyświetl szablon na nowej stronie                                                                     |
| Oznaczenie                                                            | Wyjaśnienie |
| --------------------------------------------------------------------- | --- |
| Złoty                                                                 | Zwycięzca lub mistrzostwo |
| Srebrny                                                               | 2. miejsce lub wicemistrzostwo |
| Brązowy                                                               | 3. miejsce lub II wicemistrzostwo |
| Zielony                                                               | Ukończył, punktował (w klasyfikacji generalnej, gdy zdobył co najmniej jeden punkt na przestrzeni sezonu, poza trzema powyższymi opcjami) |
| Niebieski                                                             | Ukończył, nie punktował (w klasyfikacji generalnej, gdy nie zdobył co najmniej jednego punktu na przestrzeni sezonu)                      |
| Czerwony                                                              | Nie zakwalifikował się (NZ) |
| Czerwony                                                              | Nie prekwalifikował się (NPK) |
| Różowy                                                                | Nie ukończył (NU) |
| Różowy                                                                | Niesklasyfikowany (NS) (w klasyfikacji generalnej, gdy nie został sklasyfikowany w żadnym wyścigu sezonu)                                 |
| Czarny                                                                | Zdyskwalifikowany (DK) |
| Czarny                                                                | Wykluczony (WYK/EX) |
| Biały                                                                 | Nie wystartował (NW) |
| Biały                                                                 | Kontuzjowany (K/INJ) |
| Biały                                                                 | Wyścig odwołany (OD/C) |
| Bez koloru                                                            | Został wycofany (WYC/WD) |
| Bez koloru                                                            | Nie przybył (NP/DNA) |
| Bez koloru                                                            | Nie brał udziału w treningach (NT/DNP) |
| Bez koloru                                                            | Nie został zgłoszony (–) |
| Pogrubienie                                                           | Start z pole position |
| Kursywa                                                               | Najszybsze okrążenie wyścigu |
| †                                                                     | Nie ukończył, ale jego rezultat został zaliczony ze względu na przejechanie więcej niż 90% dystansu wyścigu.                              |
| *                                                                     | Sezon w trakcie |
| 1/2/3                                                                 | Punktowana pozycja w sprincie kwalifikacyjnym                                                                                             |
| Lista systemów punktacji Formuły 1                                    | |

| Poz | Nr | Kierowca           | Konstruktor       | Okrążenia | Czas/powód NU      | Poz. start. | Punkty |
| --- | -- | ------------------ | ----------------- | --------- | ------------------ | ----------- | ------ |
| 1   | 8  | Niki Lauda         | McLaren-TAG       | 71        | 1:29:28.532        | 3           | 9      |
| 2   | 16 | Derek Warwick      | Renault           | 71        | + 42.123           | 6           | 6      |
| 3   | 19 | Ayrton Senna       | Toleman-Hart      | 71        | + 1:03.328         | 7           | 4      |
| 4   | 11 | Elio de Angelis    | Lotus-Renault     | 70        | + 1 okrążenie      | 4           | 3      |
| 5   | 27 | Michele Alboreto   | Ferrari           | 70        | + 1 okrążenie      | 9           | 2      |
| 6   | 28 | René Arnoux        | Ferrari           | 70        | + 1 okrążenie      | 13          | 1      |
| 7   | 1  | Nelson Piquet      | Brabham-BMW       | 70        | + 1 okrążenie      | 1           |        |
| 8   | 15 | Patrick Tambay     | Renault           | 69        | Turbosprężarka     | 10          |        |
| 9   | 24 | Piercarlo Ghinzani | Osella-Alfa Romeo | 68        | + 3 okrążenia      | 21          |        |
| 10  | 26 | Andrea de Cesaris  | Ligier-Renault    | 68        | + 3 okrążenia      | 19          |        |
| 11  | 17 | Marc Surer         | Arrows-BMW        | 67        | + 4 okrążenia      | 15          |        |
| 12  | 22 | Riccardo Patrese   | Alfa Romeo        | 66        | + 5 Okrążeń        | 17          |        |
| DK  | 4  | Stefan Bellof      | Tyrrell-Ford      | 68        | Dyskwalifikacja    | 26          |        |
| NS  | 21 | Huub Rothengatter  | Spirit-Hart       | 62        | Nie sklasyfikowany | 22          |        |
| NU  | 25 | François Hesnault  | Ligier-Renault    | 43        | Elektronika        | 20          |        |
| NU  | 7  | Alain Prost        | McLaren-TAG       | 37        | Skrz. biegów       | 2           |        |
| NU  | 12 | Nigel Mansell      | Lotus-Renault     | 24        | Skrz. biegów       | 8           |        |
| NU  | 18 | Thierry Boutsen    | Arrows-BMW        | 24        | Elektronika        | 12          |        |
| NU  | 5  | Jacques Laffite    | Williams-Honda    | 14        | Pompa wody         | 16          |        |
| NU  | 10 | Jonathan Palmer    | RAM-Hart          | 10        | Wypadek            | 23          |        |
| NU  | 2  | Corrado Fabi       | Brabham-BMW       | 9         | Elektronika        | 14          |        |
| NU  | 14 | Manfred Winkelhock | ATS-BMW           | 8         | Wypadł z toru      | 11          |        |
| NU  | 6  | Keke Rosberg       | Williams-Honda    | 5         | Silnik             | 5           |        |
| DK  | 3  | Stefan Johansson   | Tyrrell-Ford      | 1         | Dyskwalifikacja    | 25          |        |
| NU  | 23 | Eddie Cheever      | Alfa Romeo        | 0         | Wypadek            | 18          |        |
| NU  | 9  | Philippe Alliot    | RAM-Hart          | 0         | Wypadek            | 24          |        |
| NU  | 30 | Jo Gartner         | Osella-Alfa Romeo | 0         | Wypadek            | 27          |        |
| NZ  | 20 | Johnny Cecotto     | Toleman-Hart      |           |                    |             |        |